# Maria Adelajda de France

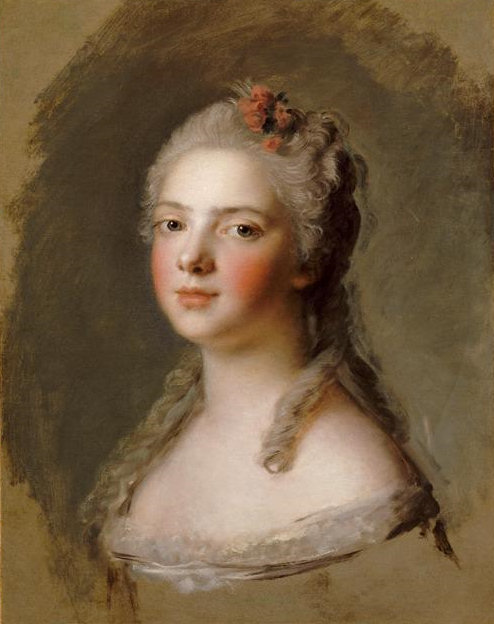
Adelajda w wieku 18 lat, w roku 1750

Maria Adelajda de France, znana też jako Madame Adelajda (ur. 23 marca 1732 w Wersalu, zm. 27 lutego 1800 w Rzymie) – francuska księżniczka, czwarta córka króla Francji Ludwika XV i polskiej księżniczki Marii Leszczyńskiej. 

## Młodość
Od urodzenia nosiła tytuł Madame Quatrième (Madame Czwarta), ale po 19 lutego 1733, po śmierci jej starszej siostry Marii Ludwiki nazywano ją Madame Troisième (Panią Trzecią). Do historii przeszła jako Madame Adélaïde. 
Była przywiązana do całego swojego rodzeństwa. Chociaż siostry pozostawały w cieniu swojego brata, Ludwika Ferdynanda, delfina Francji, wszyscy zawsze się wspierali i doskonale rozumieli. Adelajda razem ze starszą siostrą Henriettą Anną i bratem, była przeciwna związkowi ojca z Madame Pompadour. Od 1750 we troje próbowali zniechęcić ojca do wszechwładnej metresy, co im się nie udało. Henrietta Anna zmarła w wieku 25 lat w 1752, Ludwik Ferdynand zmarł na gruźlicę w 1765, a jego druga żona Maria Józefa Wettyn, księżniczka saska i jednocześnie królewna polska – w 1767. Adelajda bardzo przeżyła ich śmierć, ale nie poddała się i dalej knuła intrygi przeciw metresie, aż do jej śmierci w 1764. Śmierć Madame Pompadour ucieszyła Adelajdę. 
W 1768 zmarła matka Adelajdy. Adelajda i jej pozostałe siostry, które pozostały przy życiu; Madame Zofia i Madame Wiktoria, od tej pory trzymały się razem i do końca życia ojca były przeciwne wszystkiemu co robił, nie mogąc nigdy się porozumieć. Adelajda została ich przywódczynią – na dworze królewskim w Wersalu nazywano je Mesdames Tantes.
Adelajda była żarliwą przeciwniczką ostatniej oficjalnej metresy ojca, następczyni Madame Pompadour, Madame du Barry. Gdy arcyksiężniczka Maria Antonina przybyła do Wersalu, aby poślubić bratanka Adelajdy Ludwika-Augusta i zostać delfiną Francji, ta postanowiła nastawić ją przeciwko du Barry, co się jej udało. Nawet gdy sama cesarzowa Maria Teresa namawiała córkę do lepszego traktowania metresy królewskiej, nic nie zmieniło zdania Marii Antoniny o du Barry, aż do końca jej życia.

## Śmierć ojca
Kiedy umarł brat Adelajdy i ojciec Ludwika XVI, pozostawił po sobie dokument, w którym zobowiązał poddanych do oddania opieki nad Ludwikiem-Augustem, kiedy zostanie królem, w ręce Adelajdy. Dokument ten został otwarty 12 maja 1774, dwa dni po śmierci Ludwika XV, kiedy to delfin Francji został ogłoszony królem Ludwikiem XVI. 

## Rewolucja Francuska i ucieczka z Francji
Po wybuchu rewolucji francuskiej, Wiktoria wraz z Adelajdą uciekła z Wersalu do Château de Bellevue (6 października 1789 roku). Kiedy rewolucja rozszalała się na dobre, bojąc się o życie, Wiktoria i Adelajda uciekły do Włoch, gdzie zostały aresztowane i zatrzymane na parę dni w Arnay-le-Duc. 
We Włoszech, w Turynie, odwiedziły swoją bratanicę, Marię Klotyldę - siostrę Ludwika XVI, i pojechały do Rzymu (16 kwietnia 1791). Kiedy we Francji rewolucja francuska osiągnęła apogeum, Wiktoria i Adelajda podróżowały. Dotarły do Neapolu, gdzie serdecznie przyjęła je Maria Karolina Habsburg, siostra Marii Antoniny, ówczesna królowa Neapolu. Z Neapolu udały się na Korfu, a w końcu osiadły w Trieście, gdzie Wiktoria chciała zakończyć wieloletnią tułaczkę. Niedługo cieszyła się spokojem po podróży – choroba, na którą cierpiała od dawna, nasiliła się i ciężko chora Wiktoria, całkowicie opadła z sił, resztę życia spędziła bez ruchu w łóżku. Cały czas opiekowała się nią ukochana siostra, która została przy niej aż do końca (7 czerwca 1799). 
Wiktoria zmarła w wieku 66 lat, na raka piersi. Adelajda zmarła rok później w Rzymie. Ich ciała przewieziono na rozkaz bratanka, ówczesnego króla Francji - Ludwika XVIII, do bazyliki Saint-Denis i złożono obok rodziców i rodzeństwa w krypcie królewskiej, gdzie pochowano następnie Ludwika XVI, Marię Antoninę i Madame Elisabeth (ich ciała odnaleziono w 1815).